# Железная леди
«Железная леди» — прозвище Маргарет Тэтчер.
Также используется как шутливо-ироническое выражение — в отношении решительной, непреклонной, волевой женщины. Используется в отношении женщин, занимающих высокие руководящие посты как в бизнесе, так и на государственной службе, характеризующихся непреклонным характером, жёстким стилем руководства, не желающих идти на компромисс.

## История
5 февраля 1975 года в лондонской «Дейли миррор» появилась статья журналистки Марджори Прупс о Маргарет Тэтчер: «The Iron Maiden» («Железная дева»). Фраза была производным от нем. «Eiserne Jungfrau» — названия орудия пыток в виде железного ящика, утыканного изнутри стальными шипами.
Выражение Iron Lady (Железная Леди) впервые появилось в английской газете The Sunday Times от 25 января 1976 года, где таким образом перевели словосочетание «Железная Дама» из статьи обозревателя газеты Министерства Обороны СССР «Красной звезды» Юрия Гаврилова о свежеизбранном лидере Консервативной партии за 24 января 1976 года.
По мнению капитана Гаврилова, так «именуют её (то есть Тэтчер) в её собственной стране».
Статья назвалась «„Железная Дама“ стращает…» и была реакцией на заявление М. Тэтчер сделанное ей в ходе выступления в Kensington Town Hall 19 января 1976 года о том, что «русские стремятся к мировому господству»:
«Русские стремятся к мировому доминированию, и они стремительно обзаводятся средствами, чтобы стать самой мощной имперской нацией, которую видел мир. В Советском Политбюро не беспокоятся об общественном мнении. Они поставили пушки перед маслом, пока мы ставим всё перед пушками — М. Тэтчер»Оригинальный текст (англ.)The Russians are bent on world dominance, and they are rapidly acquiring the means to become the most powerful imperial nation the world has seen. The men in the Soviet Politburo do not have to worry about the ebb and flow of public opinion. They put guns before butter, while we put just about everything before guns.

Вскоре это прозвище прочно закрепилось за будущим премьер-министром, утвердилось в английской печати и было принято самой Маргарет Тэтчер. Передать благодарность советским журналистам она попросила лондонского собкора «Правды» Всеволода Овчинникова.
Прозвища М. Тэтчер на родине до этого не отличались особой поэтичностью: «Таран», «Бронированный Танк», «Дочь Лавочника». Самое известное в Британии прозвище Тэтчер — «Молочная Воровка».
М. Тэтчер использовала выражение в своей избирательной кампании 1979 г. — она вела её под лозунгом «Британии нужна Железная Леди» («The Iron Lady»). Вовремя брошенная фраза сыграла не меньшую роль, чем миллионы фунтов, ушедшие на создание предвыборного имиджа.

Мы, думая её уколоть (ведь это наши пропагандисты придумали выражение «железная леди»), сделали ей огромный комплимент. Это стало её главной характеристикой и достоинством, козырем, если хотите.— М. В. Суходрев – личный переводчик советских партийно-государственных руководителей Н. Хрущёва и Л. Брежнева
В 2006 году дочь Маргарет Тэтчер — журналистка Кэрол Тэтчер планировала отметить 30-летнюю годовщину присвоения русскими её матери прозвища «Железная Леди» — создавшего М. Тэтчер великолепный имидж. По её словам, прозвище пришлось её матери наилучшим образом.

## Причины появления прозвища
Считается, что данное прозвище М. Тэтчер закрепилось за её волевой, твердый характер и жесткий стиль правления (Тэтчеризм).
При этом не все разделяют данное мнение. Так знаменитый британский певец Стивен Моррисси говорил, что «Тэтчер называли „Железной Леди“, потому что она обладала рядом совершенно негативных черт характера — таким, как невероятное упрямство и неспособность слушать других».

## Другие носительницы
Наряду с М. Тэтчер, прозвище «Железная Леди» имели представитель США в ООН Джин Киркпатрик и премьер-министр Доминики Юджиния Чарлз, а также премьер-министр Эстонии Кая Каллас. Также этим эпитетом называли Мадлен Олбрайт.